# Maloja Pushbikers
Maloja Pushbikers var et cykelhold fra Tyskland, som fra 2019 til 31. juli 2024 kørte som et UCI kontinentalhold. Det blev etableret i 2010, og havde hovedsæde i Holzkirchen.

## Historie
Holdet blev grundlagt i 2010 omkring holdlederen Christian Grasmann, som også var aktiv som cykelrytter indtil slutningen af 2018. Holdet fokuserede oprindeligt på banecykling, før det fra 2018 også prioriterede landevejscykling sammen med et østrigsk kontinentalhold under navnet WSA Pushbikers. I 2019 fik det licens som Maloja Pushbikers. Mens det østrigske hold fortsatte i 2020 under navnet WSA KTM Graz, blev Maloja Pusbikers registreret som et nyt kontinentalt hold med tysk licens. Projektet omfattede også et UCI MTB-hold indtil 2021-sæsonen.
I april 2022 vandt Filippo Fortin 2. etape af Beograd-Banja Luka, hvilket gav Maloja Pushbikers deres første sejr på UCI Europe Tour.

## Danske ryttere
- Matias Malmberg[3] (2023–2024)

## Holdet

### 2023
| Trup 2023                           | Trup 2023          | Trup 2023                              | Trup 2023 |
| Rytter                              | Fødselsdag         | Seneste hold                           |           |
| ----------------------------------- | ------------------ | -------------------------------------- | --------- |
| Max Benz-Kuch                       | 14. oktober 2000   |                                        |           |
| Liam Bertazzo                       | 17. februar 1992   | Vini Zabù (2021)                       |           |
| Wolfgang Brandl                     | 12. marts 1986     | Team Skyline (2022)                    |           |
| Roy Eefting                         | 4. september 1989  | Allinq Continental Cycling Team (2022) |           |
| Filippo Fortin                      | 1. februar 1989    | Team Vorarlberg (2021)                 |           |
| Felix James Meo                     | 3. april 1997      | Team Vorarlberg (2021)                 |           |
| Patrick Reißig                      | 3. juni 1994       |                                        |           |
| Paul Rudys                          | 1. juni 1998       | LKT Team Brandenburg (2020)            |           |
| Fabian Steininger                   | 12. september 2000 | Felbermayr Simplon Wels (2022)         |           |
| Philip Weber                        | 24. juli 1998      | LKT Team Brandenburg (2020)            |           |
| Matias Malmberg (1. mar.–31. jul.)  | 31. august 2000    | ColoQuick (2022)                       |           |
| Moritz Malcharek (1. mar.–31. dec.) | 29. juli 1997      | Rad-net Rose Team (2022)               |           |
|                                     |                    |                                        |           |
| Kilde: ProCyclingStats              |                    |                                        |           |